# Austin Group
De Austin Group of de Austin Common Standards Revision Group is een gezamenlijke technische werkgroep die opgericht is om een gemeenschappelijke revisie van POSIX.1 en delen van de Single UNIX Specification te ontwikkelen en onderhouden. De naam is afgeleid van de locatie van de eerste bijeenkomst in Austin (Texas).
De aanpak die gehanteerd wordt is "write once, adopt everywhere", waarbij de opgeleverde specificaties een IEEE POSIX-aanduiding, een Technical Standard-aanduiding van The Open Group en een ISO/IEC-aanduiding dragen. De huidige set specificaties is tegelijkertijd ISO/IEC 9945 en IEEE Std 1003.1 en vormt de kern van de Single UNIX Specification.
De groep telt ongeveer 500 leden en wordt voorgezeten door Andrew Josey van The Open Group. The Open Group beheert de dagelijkse gang van zaken binnen de groep en levert de voorzitter, de redacteur en e-mail- en webfaciliteiten. Er zijn geen kosten verbonden aan deelname of lidmaatschap.